# 惠特菲尔德
惠特菲尔德（英語：Whitfield）是位於蘇格蘭鄧迪北部的住宅區，由於應付鄧迪的人口增長，1960年代這裡開始興建公共房屋。1969這裡興建了兩座高層住宅，但兩座住宅均在2003年拆除。